# Edmund Gibson

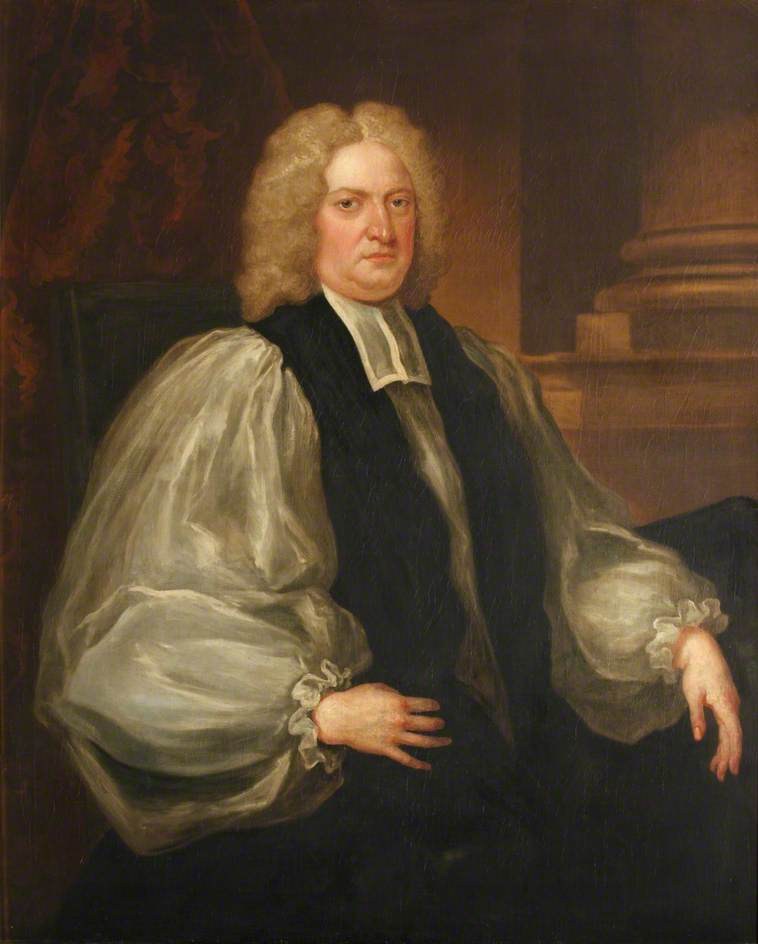
Edmund Gibson

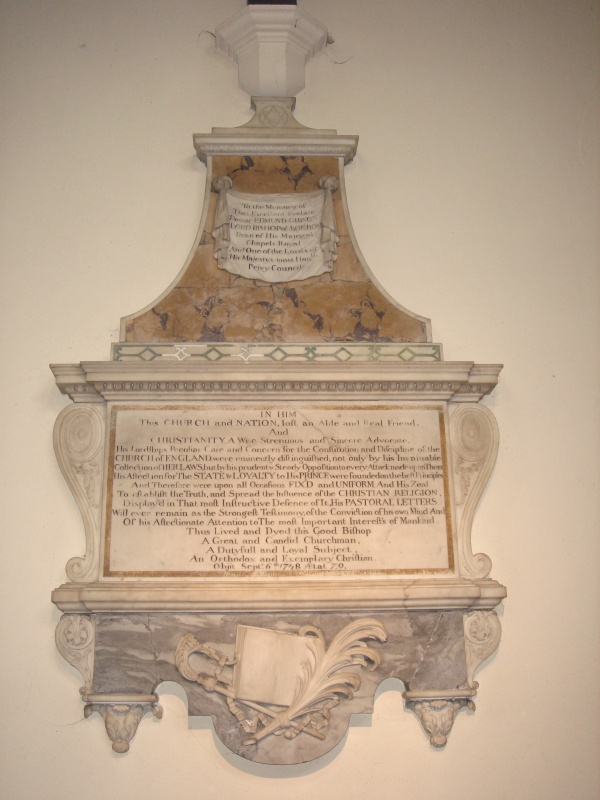
Grabmal, All Saints, Fulham, London

Edmund Gibson (* 1669 in Bampton; † 6. September 1748) war ein britischer anglikanischer Geistlicher, der Bischof von Lincoln und Bischof von London wurde.

## Leben
1686 besuchte er Queen’s College in Oxford. Nach der Erhebung von Thomas Tenison zum Erzbischof von Canterbury 1694 wurde Gibson zum Kaplan und Bibliothekar ernannt, 1703 wurde er Rektor von Lambeth und 1710 Archidiakon von Surrey.
1716 wurde Gibson Bischof von Lincoln, 1723 zum Bischof von London erhoben. Über 25 Jahre übte er Einfluss aus auf die englische Politik als Berater des Premiers Robert Walpole.
Konservativ in Kirchenfragen und Gegner des Methodismus, brach er mit Walpole wegen der Quakers’ Relief Bill 1736. Seine Verurteilung der am Hof beliebten Maskeraden kostete ihn die königliche Gunst. Er war ein bedeutender Wohltäter im sozialen Feld.
1692 veröffentlichte Gibson eine Ausgabe der Sächsischen Chronik mit einer lateinischen Übersetzung, später eine ähnliche Übersetzung der Lindsey Chronik. Diesen folgte 1693 eine annotierte Ausgabe von De institutione oratoria des Quintilian, 1695 eine Übersetzung von William Camdens Britannia. Als Kirchenhistoriker und -rechtler veröffentlichte er 1713 den Codex juris ecclesiastici Anglicani in zwei Bänden, um die kirchlichen Rechte in England festzustellen.